# Saunasaari (ö i Norra Karelen, Mellersta Karelen, lat 62,01, long 30,16)
Saunasaari är en halvö i Finland. Den ligger i sjön Säynejärvi och i kommunen Kides i den ekonomiska regionen  Mellersta Karelens ekonomiska region  och landskapet Norra Karelen, i den sydöstra delen av landet, 300 km nordost om huvudstaden Helsingfors.